# Stade Dr-Necmettin-Şeyhoğlu
Le Dr. Necmettin Şeyhoğlu Stadyumu (Stade du docteur Necmettin-Şeyhoğlu) est un stade situé dans la ville de Karabük en Turquie. Il héberge le club de football de Kardemir Karabükspor. Le stade possède une capacité de 16 000 spectateurs. 
Avant de prendre le nom du Dr. Necmettin Şeyhoğlu, le stade s’appelait Karabük Yenişehir Stadı (Nouveau Stade de Karabük). Après la promotion du club en Spor Toto Süper Lig en 2010, la capacité du stade est augmentée.